# Berzeviczy Vince
Berzeviczy Vince (berzevicei báró) (Kassa, 1781. március 16. – Kassa, 1834. április 15.) katonatiszt, színházvezető, mecénás. A Magyar Tudományos Akadémia levelező tagja.

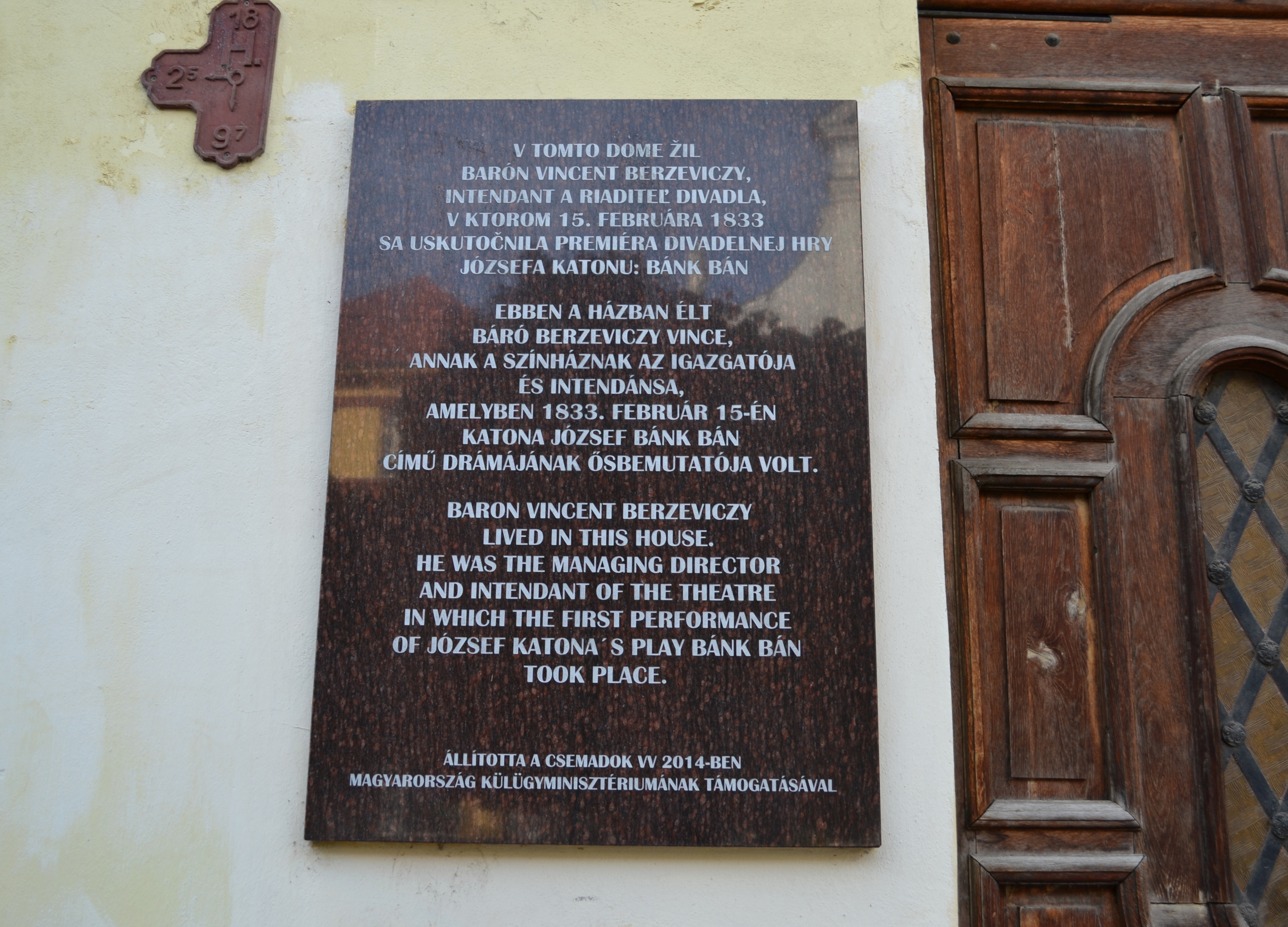
Báró Berzeviczy Vince emléktáblája Kassán az egykori Berzeviczy-ház falán

## Életpályája
Báró Berzeviczy Ferenc és Vécsey Teréz fia volt. Kassai tanulmányai után 1795-ben kadétként csatlakozott a Dalton, majd az Alvinczy gyalogezredbe és utóbbival Itáliában szolgált. Ezredénél tanult meg magyarul. Velencében és Milánóban kedvelte meg a színjátszást. A hadjáratban megsebesült és főhadnaggyá léptették elő. 1807-ben kilépett a szolgálatból, de 1809-ben a felkelő horvát seregnél kapitányi rangban szolgált. A lelkes, de kissé könnyelmű fiatalember apjával összeveszett, aki emiatt megvonta tőle az anyagi támogatást, így kénytelen volt Németországban álnéven színésznek állni. 1817-ben apja megbocsátott neki. Nem sokkal később szülei halála után hazatért, és 1818-ban feleségül vette Szinyey-Merse Annát. 1829-ben lett alkalma a színház világában szerzett jártasságát és tapasztalatait hasznosítani, amikor Abaúj megye és Kassa városának felkérésére elvállalta az ottani magyar színház igazgatását, és 1832–1833-ban vezette a Kassai Színházat. E nehéz pályán anyagi áldozattal, tanítással, buzdítással mozdította elő a magyar színészet ügyét; indítványára a megye támogatásával az akadémia díjakkal ösztönözte a drámaírókat. A Magyar Tudományos Akadémia 1832. március 10.-én választotta levelező tagjai sorába. Halála után munkásságát Dessewffy József gróf méltatta emlékbeszédében az Akadémián.

## Művei
Színházi kritikái Csáky Tivadar gróf által Kassán 1833-ban kiadott Játékszíni Tudósításokban jelentek meg. (Ez az első színházi lap azonban csak rövid életű volt és támogatás hiányában a 16. számmal megszűnt.) A magyar színházi élettel kapcsolatos tudósításai később a külföldi német színházi lapokban jelentek meg.